# Honekawa Suneo
Honekawa Suneo (骨川 スネ夫 (Cốt Xuyên Hĩnh Phu)), tên phiên bản cũ tại Việt Nam là Xêkô là một nhân vật trong truyện tranh và loạt phim hoạt hình Doraemon của tác giả Fujiko Fujio.

## Thông tin tiểu sử

### Gia thế
Là một cậu công tử nhà giàu thích khoe khoang, khoác lác và hay cùng Jaian bắt nạt bạn bè đặc biệt là Nobita, tuy nhiên cũng là một cậu bé biết ước mơ, hi vọng. Suneo sinh ra trong một gia đình thượng lưu ở Tokyo, cậu có một em trai tên là Sunetsugu, em trai của Suneo đang làm con nuôi của bác Suneo và đang sống ở New York,Mỹ. Chính vì vậy cậu ta rất được cưng chiều nhưng bù lại thì Suneo cũng phải học thêm khá nhiều môn học như thể thao,...
Gia đình Suneo chính là tầng lớp siêu giàu nổi lên nhờ đầu óc và miệng lưỡi. Nhà cậu có cả một căn biệt phủ lớn với xe hơi và đầy đủ tiện nghi, sân vườn thênh thang ở giữa thành phố. Thậm chí, Suneo luôn có đồ chơi, truyện tranh mới nhất, du thuyền, chuyên cơ, được đi khắp các đất nước để du lịch và nơi xa nhất từng được đi là đảo Hawaii của Mỹ và các nước khác trên thế giới, đấy là chưa kể bộ sưu tập đầy đồ cổ mà trong một lần hiếm hoi Suneo dắt bạn bè đến nhà chiêm ngưỡng và ganh tị.
Sở dĩ Suneo có thể đi Mỹ như đi chợ vì cậu có một cậu em ruột Sunetsugu gửi sang New York sống với bác từ nhỏ. Nhưng vì Suneo có bạn bè và cha mẹ ở đây nên không đi. Bố của Suneo cũng là một doanh nhân thành đạt và có mối quan hệ khá rộng.
Không những vậy, nhà Suneo đôi khi còn hào phóng bao cả đám bạn của cậu ấm đi cùng. Trong một tập truyện về robot, chú robot nhỏ của Suneo chơi có trí thông minh AI, biết nghe lệnh bắn đạn giả vào Nobita dù nó còn kém xa công nghệ mà Nobita xin được của Doraemon.  
Nói về gia đình của Suneo, từ cha, chú, bác, anh họ, người thì làm nhà thiết kế nổi tiếng, người quen biết giám đốc đài truyền hình (còn đưa con lên tivi hát), người là kỹ sư chuyên làm ra các mô hình đồ chơi tân tiến. Không biết mẹ của Suneo làm nghề gì nhưng bà có một sở thích rất ''tao nhã'' là... sưu tập đá quý và kim cương.
Nhưng điều đáng nói là nhà Suneo không phải loại bần nông giàu xổi mà có gốc gác quý tộc mấy chục đời. Lúc quay về thời nguyên thủy đã thấy nhà Suneo giàu hơn đám bạn, tới Thời kỳ Edo lại là phú hào. Bởi thế nên họ giáo dục con cái rất tốt, xứng đáng thuộc tầng lớp tinh anh của xã hội.
Trong một số tập, Suneo khoe anh họ, ông cũng là người giỏi khi có thể tự thiết kế đồ họa, công trình, lắp ráp robot,... Bản thân Xeko cũng có nhiều thú vui tìm tòi tri thức như sưu tập côn trùng, cây cỏ, cổ vật… Suneo vẽ đẹp, mê thiết kế thời trang, nghệ thuật.
Suneo rất thích khoe khoang, khoác lác, thích trêu chọc Nobita cùng với Jaian. Dù đôi lúc biết lỗi nhưng trong loạt truyện ngắn, Suneo vẫn là nhân vật có phần hơi đáng ghét.
Trong truyện dài, Suneo lại là người có nhiều sáng kiến cứu nguy cho cả nhóm trong những lúc khó khăn dù đôi lúc khá ủy mị, dễ khóc. Đồng thời, cậu cũng khá khéo tay, rất giỏi trong việc điều khiển các loại máy móc. Tuy nhiên, cũng vì quá ỷ vào tài năng đó, có lần cậu đã làm hỏng cả một chiếc xe ôtô.
Một đặc điểm nổi bật không thể không nhắc đến khi nói về Suneo đó là những lời nịnh hót. Cậu ta nịnh bọn con gái, thầy giáo, các bà mẹ và Jaian. Mục đích duy nhất của Suneo chỉ là làm thế nào để có lợi cho mình. Cậu ta nịnh tài tình đến mức hầu hết mọi người, dù đã biết trước, nhưng lại dễ dàng rơi vào những lời nịnh hót.

## Ngoại hình, dáng vẻ
Suneo là một cậu bé thấp và rất gầy với mái tóc đen phủ lên và đôi mắt đen to. Suneo khá tự ti về chiều cao của mình, vì vậy không ít lần, cậu nhờ đến bảo bối của Doraemon để hiện thực hóa ước mơ của mình. Đặc điểm nổi bật nhất về ngoại hình của Suneo là chiếc mỏ nhọn đặc trưng nhà Honekawa, mái tóc nhọn giống hệt như chiếc mỏ.
Trong tập 4 truyện ngắn mà Dorami ở cạnh Nobita thay Doraemon, hình ảnh của Suneo được vẽ thành một cậu học sinh có chiều cao trung bình (cao hơn Nobita và Jaian), mái tóc chỉ có một chỏm nhọn thay vì ba. Nhưng trong những tập truyện sau này, hình ảnh Suneo trở lại y nguyên như bây giờ.

## Lồng tiếng
- Tại Nhật Bản: Yashiro Shun (1973), Kimotsuki Kaneta (1979~tháng 3 năm 2005), Tatsuta Naoki (thay thế Kimotsuki), Seki Tomokazu (tháng 4 năm 2005~)

Thời thiếu niên: Seki Tomokazu (2000)
- Tại Việt Nam: Thái Minh Vũ (9 tháng 1 năm 2010-nay)